# Doris Fisher, Baroness Fisher of Rednal
Doris Fisher, Baroness Fisher of Rednal (n. 13 septembrie 1919 – d. 18 decembrie 2005) a fost un om politic britanic, membru al Parlamentului European în perioada 1973-1979 din partea Regatului Unit. 